# Малинове (Щастинський район)
Мали́нове — село в Україні, у Станично-Луганській селищній громаді Щастинського району Луганської області. Населення становить 73 осіб.
Входить до складу Станично-Луганська селищна громада. Розташований на річці Нижня Вільхова в 25 км від с. Нижня Вільхова.
Площа населеного пункту — 69 га.
День села — 14 жовтня.

## Історія
Хутір Малинове засновано на початку XIX ст. козаками станиці Луганської. Його назва утворена дублюванням неви озера Малинове.

## Новітня історія
9 липня 2015 року о 7:10 під час бойового зіткнення з ДРГ терористів поблизу села Малинове загинув солдат Володимир Олійник.

## Населення
За даними перепису 2001 року населення села становило 73 особи, з них 21,92 % зазначили рідною мову українську, а 78,08 % — російську.
Дані за 2012 рік: Населення-71 чол. Кількість дворів-54.